# Novemberkasan

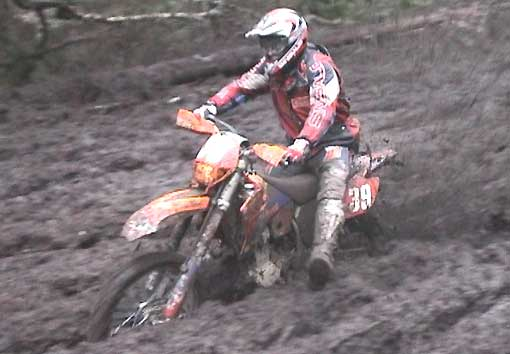
Novemberkasan 2003

De Novemberkasan was een Zweedse betrouwbaarheidsrit voor motorfietsen die in het begin van de twintigste eeuw als belangrijke graadmeter voor de kwaliteit van motoren gold. 
De Novemberkasan wordt echter nog steeds georganiseerd en is een vrij populair evenement, dat enigszins aan de Nederlandse Elfstedentocht doet denken.